# Vincent Guérin
Pour les articles homonymes, voir Guérin.
 (juillet 2018).
 (juillet 2025).
Vincent Guérin, né le 22 novembre 1965 à Boulogne-Billancourt (Seine), est un footballeur international français, reconverti entraîneur et consultant, qui évoluait principalement au poste de milieu relayeur du milieu des années 1980 au début des années 2000. Il met un terme à sa carrière en 2002.

## Biographie
Vincent Guérin naît à Boulogne-Billancourt à la clinique du Parc des Princes. Il évolue en région parisienne et joue au football dès l'âge de huit ans tout d'abord dans le club de Bry-sur-Marne, puis de Joinville-le-Pont jusqu'à l'âge de dix-sept ans. À la suite d'un essai dans le club de Brest en novembre 1983, il signe un contrat d'aspirant, puis de stagiaire.
Très vite, il s'entraîne avec l'équipe professionnelle et fait ses débuts avec l'équipe professionnelle, où il se fait remarquer par sa technique et son habileté.
Il intègre dans le même laps de temps l'équipe de France Espoirs avec laquelle il sera sacré champion d'Europe en 1988 avec une génération de joueurs de qualité (Bertrand Reuzeau, Alain Roche, Christophe Galtier, Jocelyn Angloma, Franck Silvestre, Franck Sauzée, Laurent Blanc, Stéphane Paille ou encore Éric Cantona).
Il fait la une des journaux et est alors courtisé par le Matra Racing de Paris de Jean-Luc Lagardère et l'AS Monaco. « C'est l'homme qui valait un milliard », à la une du Parisien, faisant référence à la série télévisée L'homme qui valait trois milliards avec Steve Austin.
Il signe à Paris au Matra Racing en 1988, pour cinq ans, mais ne reste qu'une seule année à la suite du désengagement de Jean-Luc Lagardère, il préfère relever un nouveau challenge.
Il est transféré de nouveau où il s'engage trois ans (1989-1992) avec le Montpellier HSC de Louis  Nicollin, où le club investit beaucoup avec un nouvel entraîneur Aimé Jacquet et le recrutement du duo Stéphane Paille et Éric Cantona, qu'il a côtoyé avec l'équipe de France Espoirs. Il retrouve aussi un autre champion d'Europe Espoirs avec le symbole du club héraultais : Laurent Blanc.
Malheureusement la mayonnaise ne prend pas, Aimé Jacquet est remercié en début d'année 1990, et remplacé par Michel Mezy.
L'équipe est remaniée, Laurent Blanc notamment passe défenseur central, l'équipe devient plus équilibrée et remporte la Coupe de France 1990, Vincent Guérin étant le passeur décisif sur le deuxième but marqué lors de la prolongation par Kader Ferhaoui. Il termine la deuxième partie de saison en boulet de canon.
La deuxième saison est ponctuée d'un très beau parcours européen, avec l'élimination du PSV Eindhoven des frères Koeman et de Romário, du Steaua Bucarest, avant de tomber face au futur vainqueur de l'édition, le Manchester United d'Alex Ferguson.
Malgré une blessure (rupture du ligament latéral interne du genou droit) l'écartant des terrains pendant six semaines, Montpellier terminera sixième de la saison de Division 1.
À l'aube de sa troisième saison, un bras de fer est entamé entre le club et le joueur. Le joueur est mis à l'index, écarté puis réintégré, Vincent Guérin fera une très belle saison, Montpellier terminant sixième.
Sollicité par de nombreux clubs, il signe trois ans au Paris Saint-Germain. Il acquiert alors un niveau international sous les couleurs du PSG, club avec lequel il remporte le championnat de France 1994, deux Coupes de France en 1993 et 1995, une Coupe de la Ligue en 1995, et la Coupe d'Europe des vainqueurs de Coupe en 1996. Le 6 septembre 1995, il marque un but en équipe de France face à l'Azerbaïdjan dans ce qui devenait la plus large victoire de l'histoire de l'équipe de France (10-0), record qui tiendra vingt-huit années. Il dispute le championnat d'Europe de 1996 avec l'équipe de France et atteint les demi-finales. Durant cette période (de 1992 à 1997), le club parisien sera le premier club européen à se hisser cinq fois de suite au stade des 1/2 finales en Coupe d'Europe depuis le Real Madrid des années 1950/60.
En octobre 1997, il est déclaré positif à la nandrolone. Il cherchera à prouver son innocence avec un nouveau test urinaire effectué dans le laboratoire agréé CIO de Lausanne du professeur Rivier, un test capillaire fait à Strasbourg par Pascal Kintz, le plus fiable concernant la recherche de substances toxiques, les deux seront négatifs ainsi qu'une rencontre en Allemagne avec le professeur Schanzer, Directeur du laboratoire allemand agréé CIO de Cologne en novembre 1997, qui étudiera le dossier scientifique et qui rendra un verdict négatif quant à un dopage avéré. Ce contrôle positif est annulé en mars 2000 par le tribunal administratif de Versailles pour vice de forme,. Cet épisode arrête sa carrière et est accentué par une série de blessures que connait le joueur.
Il compte une sélection en Équipe d'Europe, contre l'Afrique en février 1997 à Lisbonne (victoire 2-1 pour l'Afrique et 1 but de Vincent Guérin)
Ainsi, à la fin de la saison 1997-98, Guérin est ainsi supplanté par le jeune Pierre Ducrocq et ne dispute pas les finales de Coupe de France et Coupe de la Ligue. Une nouvelle direction arrive à l'intersaison 1998, et il fait partie des joueurs cadres à être débarqués avec Raï, Laurent Fournier, Paul Le Guen et Alain Roche.
En 1998, après des essais infructueux à West Ham et Sunderland, il signe avec le club écossais de Heart of Midlothian FC et met un terme à sa carrière professionnelle en juin 1999.
Il rechaussera les crampons au niveau amateur avec le Red Star en CFA lors de la saison 2001/2002.
Il a entraîné l'équipe réserve du Paris Saint-Germain entre 2005 et 2007. Depuis août 2007, il a été consultant lors de matches pour Direct 8, W9 et France 4.
Le 21 avril 2008, il devient ambassadeur de l'Athletic Club de Boulogne-Billancourt.
Souhaitant devenir entraineur professionnel, il a passé le diplôme DEPF et a été recalé à l'épreuve de 2008. Il est finalement reçu le 18 mai 2012.
En marge de ses autres activités, il lance en juin 2002 l'entité Vincent Guérin Sports dédiée au secteur de l'événementiel.
Il est le beau-frère d'Eric Dewilder.

## Reconversion
À la fin de sa carrière de joueur professionnel, il entreprend une formation de journaliste en alternance avec canalnumédia (Groupe Canal Plus) à l'Institut pratique du journalisme (Université Paris-Dauphine) entre février 2000 et avril 2001.
Souhaitant ensuite s'orienter vers l'entraînement, il obtient le Brevet d'État 1er degré le 1er juillet 2002 et le Brevet d'État 2e degré le 10 février 2003.
À partir de la saison 2003-2004, il est consultant TV pour Sport+ et Canal+ en commentant les matchs de football anglais, allemand, espagnol et également la Ligue des champions.
Pour la saison 2004-2005, il commente notamment en compagnie de Gregory Nowak et d'autres journalistes plus de 70 matchs de football anglais pour la chaîne TPS dont un match avec l'un des plus grands commentateurs du football français, Thierry Roland.
Au début de la saison 2005-2006, il devient entraineur de l'équipe réserve du Paris-Saint-Germain qui évolue en CFA.
Durant son mandat qui se termine à la fin de la saison 2006-2007, de nombreux joueurs issus des catégories de jeunes passent professionnels, notamment les joueurs suivants : Larrys Mabiala, Youssouf Mulumbu, Clément Chantôme, Mamadou Sakho, David N'Gog, Granddi Ngoyi, Younousse Sankharé, Jean-Yves M'voto, Thomas Gamiette, Yannick Boli, Zoumana Bakayogo, Loris Arnaud, Christopher Oualembo et Saad Ichalalène.
En 2007-2008, il rejoint les équipes de W9, France 2 et Cap 24, en tant que consultant football.
À partir de 2008-2009, il entre chez Direct 8 et continue ses interventions pour la chaîne W9, et depuis la saison 2009-2010, il se consacre aux commentaires de l'Équipe de France Espoirs de football sur Direct 8 en compagnie notamment d'Alexandre Delpérier et de Jézabel Lemonier. Il intervient également sur RTL deux fois par semaine dans l'émission On refait le match animée par Christophe Pacaud.
Depuis 2002, il dirige l'agence évènementielle Vincent Guérin Sports dédiée au monde de la communication et des relations publiques.
En 2016, il devient expert en pronostics sportifs pour le site Pronostip.com aux côtés de Julien Mirabel (auteur de L'Indispensable des paris sportifs aux éditions Hugo&Cie).

## Carrière

### Statistiques détaillées
| Saison                | Club                  | Championnat           | Championnat | Championnat | Coupe(s) nationale(s) | Coupe(s) nationale(s) | Compétition(s) continentale(s) | Compétition(s) continentale(s) | Compétition(s) continentale(s) | France | France | Total | Total |
| Saison                | Club                  | Division              | M.          | B.          | M.                    | B.                    | Comp.                          | M.                             | B.                             | M.     | B.     | M.    | B.    |
| 1984-1985             | Brest Armorique FC    | Division 1            | 10          | 0           | -                     | -                     | -                              | -                              | -                              | -      | -      | 10    | 0     |
| 1985-1986             | Brest Armorique FC    | Division 1            | 11          | 0           | 4                     | 0                     | -                              | -                              | -                              | -      | -      | 15    | 0     |
| 1986-1987             | Brest Armorique FC    | Division 1            | 34          | 2           | 5                     | 0                     | -                              | -                              | -                              | -      | -      | 39    | 2     |
| 1987-1988             | Brest Armorique FC    | Division 1            | 35          | 8           | 1                     | 0                     | -                              | -                              | -                              | -      | -      | 36    | 8     |
| Sous-total            | Sous-total            | Sous-total            | 90          | 10          | 10                    | 0                     | -                              | -                              | -                              | -      | -      | 100   | 10    |
| 1988-1989             | Matra Racing          | Division 1            | 34          | 2           | 2                     | 0                     | -                              | -                              | -                              | -      | -      | 36    | 2     |
| Sous-total            | Sous-total            | Sous-total            | 34          | 2           | 2                     | 0                     | -                              | -                              | -                              | -      | -      | 36    | 2     |
| 1989-1990             | Montpellier HSC       | Division 1            | 35          | 4           | 4                     | 1                     | -                              | -                              | -                              | -      | -      | 39    | 5     |
| 1990-1991             | Montpellier HSC       | Division 1            | 34          | 2           | 2                     | 0                     | C2                             | 4                              | 1                              | -      | -      | 40    | 3     |
| 1991-1992             | Montpellier HSC       | Division 1            | 29          | 3           | 3                     | 1                     | -                              | -                              | -                              | -      | -      | 32    | 4     |
| Sous-total            | Sous-total            | Sous-total            | 98          | 9           | 9                     | 2                     | -                              | 4                              | 1                              | -      | -      | 111   | 12    |
| 1992-1993             | Paris Saint-Germain   | Division 1            | 31          | 4           | 6                     | 1                     | C3                             | 10                             | 0                              | -      | -      | 47    | 5     |
| 1993-1994             | Paris Saint-Germain   | Division 1            | 35          | 7           | 3                     | 1                     | C2                             | 7                              | 3                              | 3      | 0      | 48    | 11    |
| 1994-1995             | Paris Saint-Germain   | Division 1            | 30          | 2           | 7                     | 1                     | C1                             | 12                             | 2                              | 1      | 1      | 50    | 6     |
| 1995-1996             | Paris Saint-Germain   | Division 1            | 31          | 1           | 2                     | 0                     | C2                             | 8                              | 0                              | 14     | 1      | 55    | 2     |
| 1996-1997             | Paris Saint-Germain   | Division 1            | 34          | 2           | 3                     | 0                     | C2                             | 9                              | 0                              | 1      | 0      | 47    | 2     |
| 1997-1998             | Paris Saint-Germain   | Division 1            | 21          | 0           | -                     | -                     | C1                             | 4                              | 1                              | -      | -      | 25    | 1     |
| Sous-total            | Sous-total            | Sous-total            | 182         | 16          | 21                    | 3                     | -                              | 50                             | 6                              | -      | -      | 253   | 25    |
| 1998-1999             | Heart of Midlothian   | SPL                   | 19          | 1           | 1                     | 0                     | -                              | -                              | -                              | -      | -      | 20    | 1     |
| Sous-total            | Sous-total            | Sous-total            | 19          | 1           | 1                     | 0                     | -                              | -                              | -                              | -      | -      | 20    | 1     |
| 2001-2002             | Red Star 93           | CFA                   | 14          | 0           | -                     | -                     | -                              | -                              | -                              | -      | -      | 14    | 0     |
| Sous-total            | Sous-total            | Sous-total            | 14          | 0           | -                     | -                     | -                              | -                              | -                              | -      | -      | 14    | 0     |
| Total sur la carrière | Total sur la carrière | Total sur la carrière | 437         | 38          | 43                    | 5                     | -                              | 54                             | 7                              | 19     | 2      | 553   | 52    |

### Comme entraîneur
- 2005-2007 : Paris SG (réserve)

## Palmarès

### Comme joueur

#### En club
- Vainqueur de la Coupe d'Europe des Vainqueurs de Coupes en 1996 avec le Paris SG
- Champion de France en 1994 avec le Paris SG
- Vainqueur de la Coupe de France en 1990 avec Montpellier HSC, en 1993 et 1995 avec le Paris SG et 1998 avec le PSG
- Envoyé
- Vainqueur de la Coupe de la Ligue en 1995 avec le Paris SG
- Finaliste de la Coupe d'Europe des Vainqueurs de Coupes en 1997 avec le Paris SG
- Finaliste de la Supercoupe d'Europe en 1996 avec le Paris SG
- Vice-champion de France en 1993, 1996 et 1997 avec le Paris SG

#### En équipe de France
- Champion d'Europe Espoirs en 1988
- International Militaires, Espoirs (13 sélections) et A' (4 sélections)

## Distinctions personnelles et records
- Élu footballeur français de l'année en 1995, prix décerné par France Football
- Élu meilleur joueur du championnat de France en 1995
- Membre de l'équipe-type de ceux qui ont marqué l'histoire du Paris Saint-Germain par So Foot en 2017
- Membre de l'équipe du le Paris Saint Germain qui remporte la Coupe de France sans encaisser le moindre but durant tout son parcours en 1993
- Membre de l'équipe de France qui dispute 30 matchs sans défaite (entre février 1994 et octobre 1996)